# Asian Championship Division 2 2004
El Asian Championship Division 2 de 2004 fue la cuarta edición del torneo de segunda división organizado por la federación asiática (AR).
El campeonato se disputó en Hong Kong.

## Desarrollo

### Semifinal
| 28 de octubre | Singapur | 32 - 6 | Golfo Pérsico |  |  |

| 28 de octubre | Tailandia | 37 - 36 | Kazajistán |  |  |

### Tercer puesto
| 30 de octubre | Kazajistán | 19 - 9 | Golfo Pérsico |  |  |

### Final
| 30 de octubre | Singapur | 41 - 34 | Tailandia |  |  |

| Bandera de Singapur               |
| Campeón de la División 1 Singapur |
| Tercer título                     |